# جلوستر إي 28\39
جلوستر إي 28\39 (تسمى أيضا جلوستر ويتل، جلوستر بيونير أو جلوستر جي 40) كانت أول طائرة بريطانية نفاثة وقد طارت لأول مرة في 1941. كانت رابع طائرة تطير بعد الطائرة الألمانية هنيكل هي 178 (1939)، والإيطالية كابروني كامبيني إن 1 موترجت (1940) والألمانية هينكل هي 280 (1941).
بنيت جلوستر إي 28\39 بناء على مواصفات قدمتها وزارة الطيران لطائرة مناسبة لاختبار تصميمات الدفع النفاث التي طورها فرانك ويتل خلال فترة الثلاثينات. عمل جلوستر ورئيس المصممين جورج كارتر مع ويتل لتطوير طائرة مع محرك باور جتس دبليو ون. طار للمرة الأولى في الخامس عشر من مايو 1941 زوج من طائرات جلوستر إي 28\39 تم تصنيعهما لبرنامج اختبار الطيران. بعد عدة تقارير إيجابية استمرت هذه الطائرات في لطيران لغرض اختبار تصميم المحرك الذي يخضع للتحسين المستمر وكذلك المميزات الهواء-ديناميكية aerodynamic. برغم ضياع النموذج الثاني بسبب صيانة سيئة سببت فشلا في عمل الجناح المتحرك، اعتبرت جلوستر إي 28\39 مشروعا ناجحا.
قدمت جلوستر إي 28\39 تجربة مهمة للنوع الجديد من الدفع النفاث وأدت إلى تطوير Gloster Meteor وهي أول طائرة نفاثة عملية تدخل الخدمة لصالح الحلفاء. استمر النموذج الأول في اختبارات الطيران حتى 1944 حيث أخرجت من الخدمة. في 1946 تم نقلها إلى متحف العلوم في لندن حيث لا تزال هناك حتى هذا الوقت. تم تصميم نموذج مطابق لها أيضا.